# Beni Boussaid
Beni Boussaid là một đô thị thuộc tỉnh Tlemcen, Algérie. Dân số thời điểm năm 2002 là 11.894 người.